# Shannon Dugan
Shannon Dugan (* 8. Januar 1993 in Gardnerville Ranchos, Nevada) ist eine US-amerikanische Volleyballspielerin.

## Karriere
Dugan begann ihre Karriere an der Douglas High School. Von 2011 bis 2012 studierte sie an der Lynn University und anschließend von 2013 bis 2014 an der Grand Canyon University, wo sie in der Universitätsmannschaft Lopes spielte. In der Saison 2016/17 spielte sie erstmals außerhalb der Vereinigten Staaten für den zyprischen Verein AEK Larnaka, mit dem sie den dritten Platz in der Liga erreichte. Danach wechselte die Außenangreiferin zum französischen Zweitligisten Istres Ouest Provence Volley-Ball. In der Saison 2018/19 gewann sie mit Oriveden Ponnistus den finnischen Pokal und wurde Vierte in der Mestaruusliiga. 2019/20 spielte Dugan beim deutschen Bundesligisten 1. VC Wiesbaden.